# 倪玲妹
倪玲妹（1959年3月—2009年5月2日），女，浙江湖州人，中华人民共和国政治人物。毕业于中共中央党校。

## 生平
1959年3月出生。1977年10月参加工作。1980年12月加入中国共产党。2007年5月至2009年5月任湖州市人民政府副市长，负责科技、教育、卫生、文化、体育、广播电视、人口计生等方面工作。2009年坠楼身亡。